# Liohippelates incompletus
Liohippelates incompletus är en tvåvingeart som först beskrevs av Becker 1912.  Liohippelates incompletus ingår i släktet Liohippelates och familjen fritflugor. Inga underarter finns listade i Catalogue of Life.